# NGC 4074
NGC 4074是一个位于后发座的特殊透鏡狀星系，距离地球3.1亿光年，1785年4月27日由威廉·赫歇爾发现，属于NGC 4065星系群。NGC 4074于1978年确认为2型西佛星系。星系中央超大質量黑洞质量为10×108M☉。